# الكرسي (نجم)
بالإنكليزية يدعى Beta Eridani β Eridani واسمه التقليدي Cursa مشتق من الاسم العربي هو نجم ثاني في كوكبة النهر ، ويقع في الشمال الشرقي من نهاية هذه الكوكبة.
الكرسي له قدر ظاهري يتراوح ما بين 2.72+ و2.80+ ونوع الطيف A3III. ويبعد حوالي 90 سنة ضوئية عن الأرض.

## نجوم عربية أخرى
| الاسم العربي   | الاسم الإنجليزي  |
| -------------- | ---------------- |
| مؤخر يد الحواء | Epsilon Ophiuchi |
| مقدم يد الحواء | Delta Ophiuchi   |
| الكرسي         | Beta Eridani     |
| الذراع الأيمن  | Alpha Cephei     |
| آخر النهر      | Theta Eridani    |
| الفرق          | Cephei           |
| النسر الطائر   | Altair           |
| الغراب         | Delta Corvi      |
| اللسعة         | Upsilon Scorpii  |
| عرجة النهر     | Tau2 Eridani     |